# أمنية (فرقة موسيقية)
أمنية هي فرقة فولك  من هولندا تأسست في 1996.